# Mario Krassnitzer
Mario Krassnitzer (* 25. Juli 1975 in Klagenfurt) ist ein österreichischer Fußballtorwart. Aktuell ist er Torwarttrainer der Fußball-Akademie Kärnten und des ÖFB U-17 Nationalteams von Österreich.

## Karriere

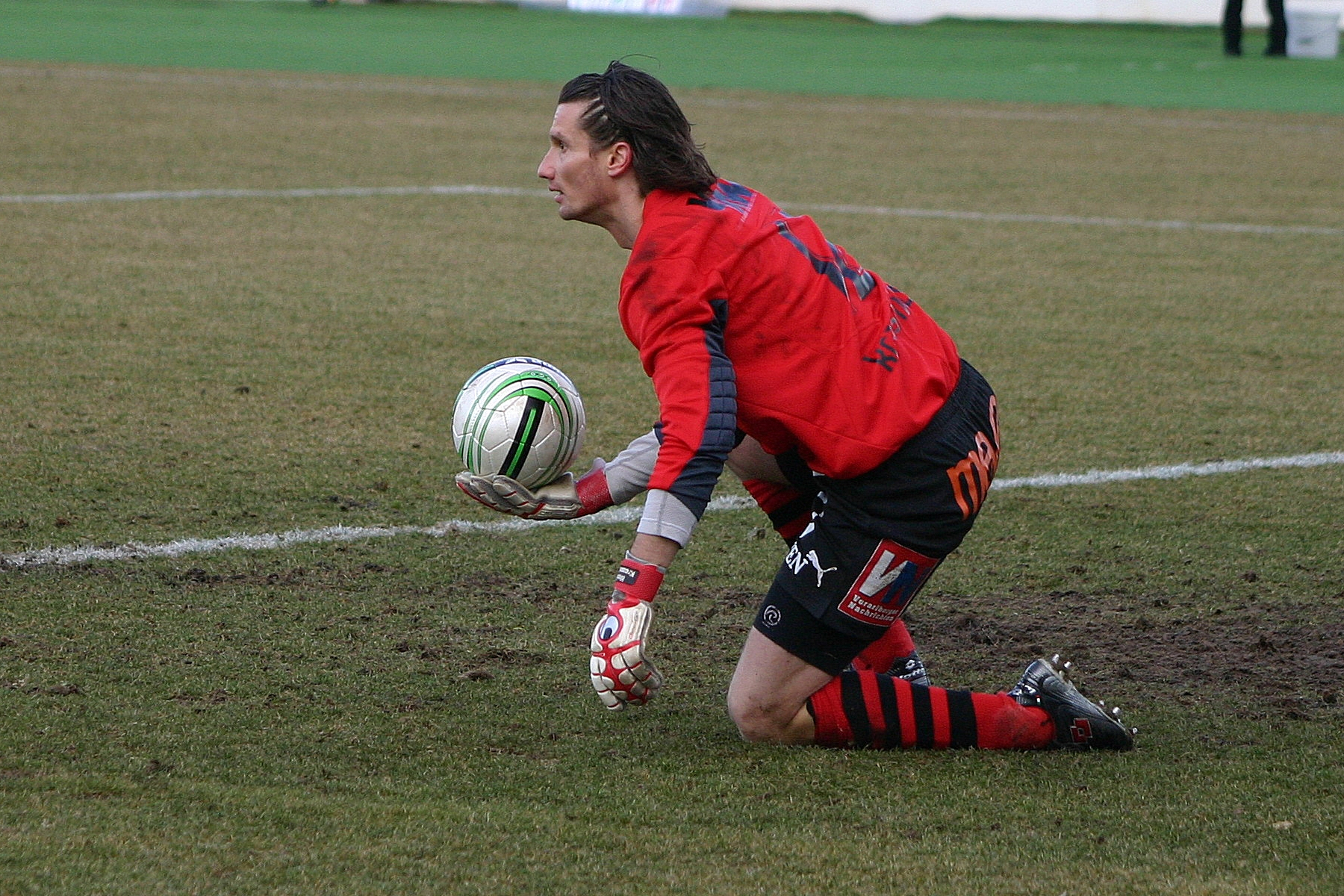
Mario Krassnitzer in Diensten des SC Austria Lustenau

Krassnitzer begann seine Karriere beim SK Austria Klagenfurt, ehe er über den SV Spittal an der Drau 1995 zum LASK wechselte, wo er auch sein Debüt in der höchsten österreichischen Spielklasse gab. Nach zwei Jahren in Linz ging er zum GAK, wo er neun Spiele in der Bundesliga absolvierte. Nach einem halben Jahr beim Stadtrivalen SK Sturm Graz, wo er als Ersatztorhüter nicht zum Einsatz kam, ging er ins Ländle zum SC Austria Lustenau. Nach dem Abstieg aus der Bundesliga im ersten Jahr blieb er den Lustenauern bis 2004 erhalten. In diesem Jahr wechselte er zum SCR Altach, wo er 2006 den Aufstieg in die Bundesliga schaffte und zu Vorarlbergs Fußballer des Jahres gewählt wurde. Im Jänner 2009 wechselte Krassnitzer wieder zurück zum SC Austria Lustenau.

### Absetzung als Stammtorwart
Zur Saison 2007/08 verpflichtete der SCR Altach Andreas Michl vom FC Blau-Weiß Linz und machte diesen zum neuen Stammtorwart. Krassnitzer blieb nur der Platz auf der Ersatzbank, worüber er sich in der Presse derart echauffierte, dass er vom Verein mit einer Geldstrafe wegen vereinsschädigenden Verhaltens belegt wurde. Ungeachtet der daraus resultierenden Differenzen mit Trainer und Vereinsführung kam er bis zur Winterpause der Spielzeit dennoch auf 14 Einsätze im Tor des SCR Altach. Im Sommer 2010 wechselte Krassnitzer zum SK Treibach in die Landesliga Kärnten.